# Die Nibelungen (1924)
Die Nibelungen ist ein deutsches Filmepos unter Regie von Fritz Lang aus dem Jahr 1924, bestehend aus den beiden Teilen Siegfried (manchmal auch Siegfrieds Tod) und Kriemhilds Rache. Das Drehbuch schrieb die damalige Ehefrau des Regisseurs, Thea von Harbou, unter freier Verwendung von Motiven des mittelhochdeutschen Nibelungenliedes.
Der viragierte Stummfilm wurde am 14. Februar (Teil 1) und am 26. April 1924 (Teil 2) im Ufa-Palast am Zoo in Berlin uraufgeführt und wurde zu einem Meilenstein der Filmgeschichte. Im deutschen Fernsehen wurde Die Nibelungen. 1. Teil: Siegfried erstmals am 23. Juli 1971 auf West 3 ausgestrahlt. Die Nibelungen. 2. Teil: Kriemhilds Rache war dagegen schon am 20. Dezember 1968 auf Bayern 3 zu sehen.

## Handlung

### Teil 1: Siegfried

#### Der erste Gesang: Wie Siegfried den Drachen erschlug
Die Geschichte beginnt damit, dass Siegfried aus Mimes Schmiede aufbricht, weil er besser geworden ist als sein eigener Meister. Kurz bevor er auf sein Pferd steigt, hört er die Gesellen von Kriemhild sprechen und beschließt spontan, nach Worms zu reiten, um ihre Hand zu gewinnen. Als er von seinem Plan berichtet, lachen ihn alle aus und es kommt zu einer Prügelei. Um Siegfried loszuwerden, behauptet Mime, dass er ihm den Weg nach Worms zeigen könne. Jedoch führt er ihn absichtlich zu dem gefürchteten Lindwurm. Es kommt zum ersten spektakulären Höhepunkt des Films – Siegfrieds Kampf mit dem Drachen. Nachdem er ihn getötet hat, wird er durch ein Bad im Drachenblut unverwundbar. Allerdings klebt beim Baden ein Lindenblatt an seiner linken Schulter.

#### Der zweite Gesang: Wie Volker vor Kriemhild von Siegfried sang und wie Siegfried nach Worms kam
Der Spielmann Volker berichtet am Hof zu Worms Kriemhild von den Heldentaten Siegfrieds. Es folgt Siegfrieds Begegnung mit dem heimtückischen Zwergenkönig Alberich, der ihn zunächst mit seiner Tarnkappe auf dem Kopf angreift. Doch Siegfried kann ihm diese entreißen und ihn besiegen. Als Preis für Alberichs Leben bekommt der Drachentöter von ihm die Tarnkappe und den Nibelungenhort sowie das unübertreffliche Schwert Balmung. Nun versucht der Zwergenkönig ein zweites Mal, Siegfried zu überlisten. Die Gelegenheit scheint günstig, da dieser von den unermesslichen Reichtümern geblendet ist. Doch auch diesmal funktioniert der Trick nicht. Siegfried tötet Alberich, woraufhin alle übrigen Zwerge versteinern. Einige Zeit später hält Siegfried am Hof der Burgunden zu Worms Einzug und bittet König Gunther um die Hand von dessen Schwester Kriemhild. Diese hatte in der Nacht einen Traum von einem Falken, der von zwei Adlern zerrissen wird. Als sie ihrer Mutter, der alten Königin Ute, davon berichtet, nimmt sie das jedoch nicht so ernst wie Kriemhild. Währenddessen beginnt im großen Saal der Burg ein Streit zwischen Siegfried und Hagen von Tronje, weil der Drachentöter mit den Bedingungen für Kriemhilds Hand unzufrieden ist. Er soll König Gunther bei dessen Plan unterstützen, die kriegerische Brunhild zu besiegen. Es kommt beinahe zu einem Kampf, der nur durch das plötzliche Eintreffen Kriemhilds verhindert werden kann. Schließlich einigen sich Siegfried und Gunther doch.

#### Der dritte Gesang: Wie Siegfried Brunhild für Gunther gewann

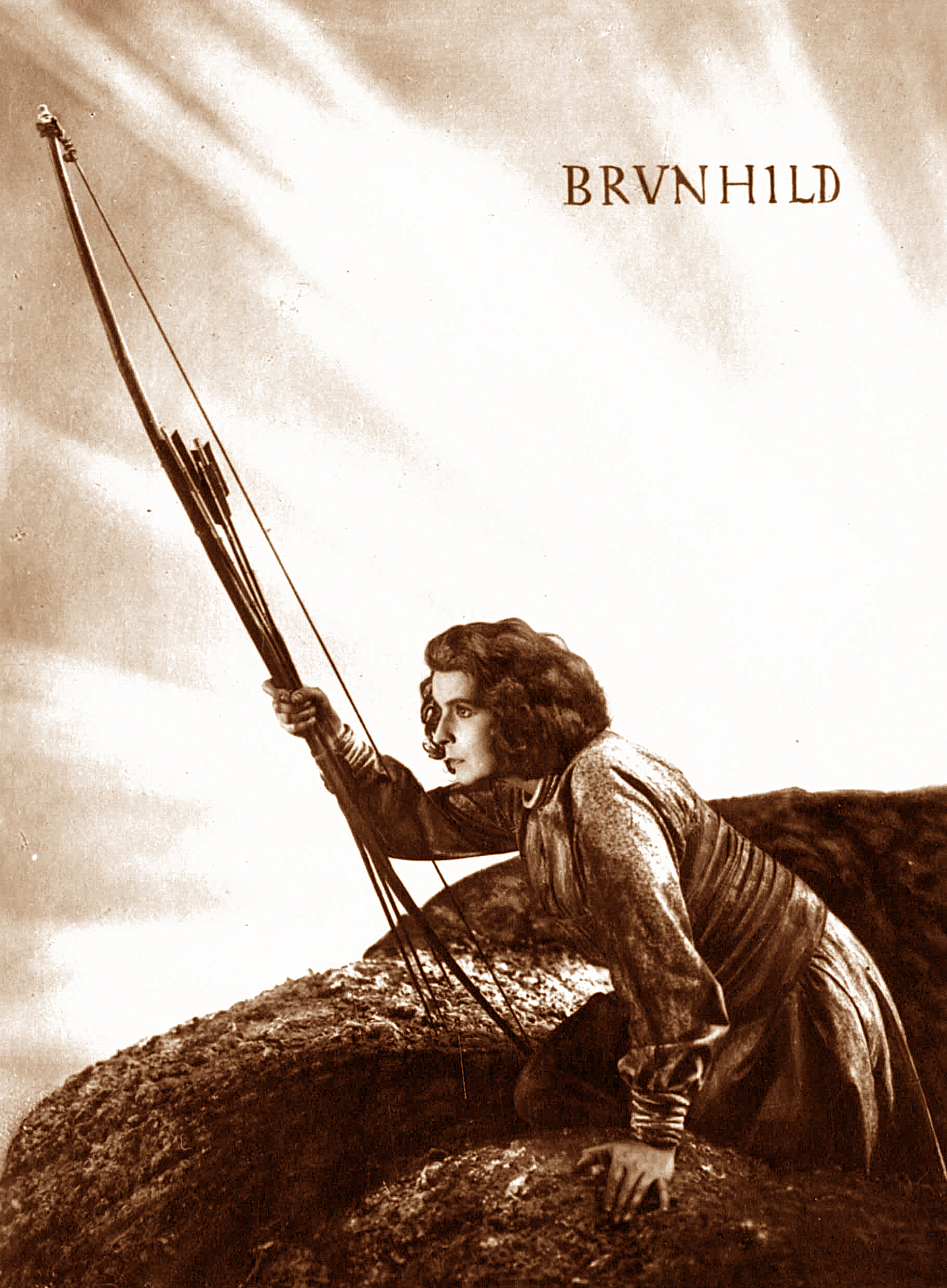
Hanna Ralph als Brunhild (Szenenfoto)

Jeder, der um Brunhild wirbt, muss sie im Steinwerfen, im Weitsprung und im Speerwerfen besiegen. Gunther sieht sich jedoch nicht im Stande, das zu schaffen; deshalb bereitet Siegfried eine List vor. Hierzu stellt sich der Sohn König Siegmunds als Dienstmann Gunthers vor, nachdem er zusammen mit den Burgunden bei der von Feuer umringten Burg Brunhilds angekommen ist. Siegfried gewinnt anschließend mithilfe seiner Tarnkappe den Kampf gegen die kriegerische Frau für König Gunther. Die stolze Brunhild kann ihre Niederlage nicht fassen.

#### Der vierte Gesang: Wie Brunhild zu Worms einzog und die Könige sich vermählten
Brunhild wird in Worms feierlich empfangen und kurz danach feiern sowohl Brunhild und Gunther als auch Kriemhild und Siegfried ihre Hochzeit. Hierbei fragt Brunhild ihren zukünftigen Ehemann, warum er seine Schwester einem einfachen Dienstmann zur Frau gibt. König Gunthers Antwort lautet, dass für ihn Siegfried mehr als nur ein Vasall sei und sie vorhaben, Blutsbrüder zu werden. Die Blutsbruderschaft wird noch am selben Tage geschlossen und direkt danach muss Siegfried Gunther erneut helfen, indem er mit seiner Tarnkappe Brunhild in der Hochzeitsnacht bändigt. Dabei nimmt er ihr einen Armreif ab, den er zunächst in einer Truhe verstaut.

#### Der fünfte Gesang: Wie nach sechs Monden Siegfrieds Morgengabe, der Nibelungen Hort, zu Worms eintraf, und wie die Königinnen miteinander stritten
Hagen von Tronje ist der Ansicht, dass der Nibelungenhort, der von Siegfried nach Worms gebracht wird, für die Burgunden sehr wichtig wäre, da ihre Pracht durch Siegfried in den Schatten gestellt wird. Gunther jedoch will auf keinen Fall Verrat an seinem Blutsbruder begehen. Währenddessen findet Kriemhild durch Zufall Brunhilds Armreif, sodass Siegfried ihr von dem Betrug an König Gunthers Frau erzählen muss. Bald darauf findet der legendäre Streit der Königinnen vor der Dompforte in Worms statt. Brunhild verbietet Kriemhild, zuerst einzutreten – mit der Begründung, dass sie nur die Frau eines Dienstmannes sei. Nach ausgiebigen Provokationen offenbart Kriemhild in ihrer Wut das Geschehen der Hochzeitsnacht. Die zu Tode gekränkte Brunhild fordert anschließend von Hagen und ihrem Ehemann die Ermordung Siegfrieds. Hagen erklärt ihr das Geheimnis von Siegfrieds verwundbarer Stelle an seiner Schulter, an der beim Bad im Drachenblut ein Lindenblatt klebte. Gunther denkt sich daraufhin schweren Herzens einen Plan zum Verrat an seinem Blutsbruder aus.

#### Der sechste Gesang: Wie Gunther Siegfried die Treue brach
Der erste Teil des Plans wird von Hagen ausgeführt: Er verkündet, dass eine große Jagd im Odenwald stattfinden wird und dass jeder Recke – so auch Siegfried – dazu eingeladen ist. Im Anschluss behauptet er vor Kriemhild, eine geheime Nachricht bekommen zu haben, dass Krieg gegen die Burgunden drohe und die Jagd leicht zu einer Schlacht werden könne. Kriemhild macht sich nun Sorgen um Siegfried und nimmt Hagens Angebot Siegfried zu schützen gerne an. Dazu muss sie nur seine verwundbare Stelle auf seiner Kleidung markieren, sodass Hagen in der Schlacht seinen Schild darüber halten kann. Am nächsten Morgen brechen alle zur Jagd auf, die bis zum Sonnenuntergang dauert. Nachdem Siegfried zurückgekommen ist, hat er starken Durst und fragt nach Wein. Hagen schlägt ihm stattdessen ein Wettrennen zu einer nahen Quelle vor. Vor dem Start redet Siegfried noch mit seinem Blutsbruder Gunther und fragt ihn, ob sie sich endlich wieder versöhnen könnten. Gunther bringt mit schrecklichen Gewissensbissen hervor, dass sie das ja auch machen könnten, wenn Siegfried von der Quelle zurück sei. Doch nachdem der Drachentöter das Wettrennen gewonnen hat, wird er von Hagen mit einem Speer, der genau Siegfrieds verwundbare Stelle am Rücken trifft, getötet.

#### Der siebente Gesang: Wie Kriemhild Hagen von Tronje Rache schwur
Kriemhild kann in der Nacht nach der Jagd nicht schlafen und bemerkt deshalb das Eintreffen der zurückkommenden Jäger sofort. Verängstigt geht sie vor ihre Kemenate und sieht den toten Siegfried vor sich liegen. Nachdem Gunther Brunhild berichtet, dass der, der sie mehrmals betrogen hat, tot sei, lacht sie über ihn, weil er seinen besten Freund nur wegen der Rachsucht einer Frau umgebracht hat. Während Kriemhild vor Siegfrieds Leichnam kniet, tritt Hagen ein – und sofort beginnt Siegfrieds Wunde wieder zu bluten. Daran erkennt Kriemhild, wer der Mörder ihres Ehemannes ist. König Gunther garantiert für seine Unschuld, doch Kriemhild lässt sich nicht noch einmal belügen. Sie schwört, an Hagen von Tronje Rache zu nehmen. Anschließend geht sie in den Dom und bemerkt dort, dass Brunhild vor dem aufgebahrten Leichnam Siegfrieds Selbstmord begangen hat. In der Schlussszene kniet sie nieder und betet.

### Teil 2: Kriemhilds Rache

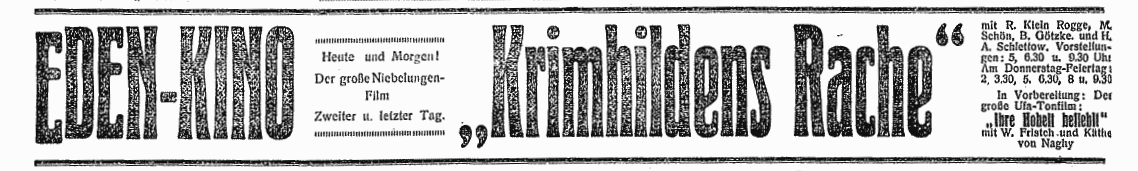
Werbschaltung für Kriemhilds Rache in der faschistischen Alpenzeitung (1932)

#### Der erste Gesang: Wie Kriemhild um Siegfried trauerte und wie König Etzel durch Rüdiger von Bechlarn um sie warb
Es ist Winter geworden. Am Hof zu Worms trifft Markgraf Rüdiger von Bechlarn ein und erbittet eine Audienz bei König Gunther. Er will für seinen Herrscher, den Hunnenkönig Etzel, um Kriemhilds Hand bitten. Allerdings hat König Gunther Bedenken, ob seine Schwester ihren Siegfried je vergessen kann. Nachdem Kriemhild den Markgrafen gebeten hat, ihm etwas über Etzel zu erzählen, versichert Rüdiger, dass der Hunnenkönig jeden bestrafen wird, der ihr Leid antut. Hier kommt Kriemhild die Idee, wie sie die Macht Etzels für ihre Rachepläne benutzen kann. Währenddessen versenkt Hagen von Tronje den gewaltigen Nibelungenhort im Rhein, weil er fürchtet, dass Kriemhild das viele Geld dazu verwendet, sich an dem Mörder ihres Ehemannes – also ihm – zu rächen. Als sie davon erfährt, sagt sie sofort zu Rüdiger, dass sie sein Angebot annehme.

#### Der zweite Gesang: Wie Kriemhild von der Heimat Abschied nahm, und wie sie von Herrn Etzel empfangen wurde
Kurz vor ihrer Abreise besucht Kriemhild ein letztes Mal die Quelle, an der Siegfried ermordet wurde und nimmt etwas Erde mit, die mit Siegfrieds Blut getränkt worden ist, um sie später mit dem Blut Hagens zu tränken. Bei dem Aufbruch weigert sich Kriemhild, ihrem Bruder die Hand zum Abschied zu geben, was ihrer Mutter Ute fast das Herz bricht. Als die zukünftige Frau Etzels im Hunnenland ankommt, ist es Frühling geworden. Sobald Etzel die Frau aus Burgunden erblickt hat, fordert er Rüdiger auf, sich ein Königreich aus seinen Landen als Dank auszusuchen. Kriemhild jedoch fragt direkt nach ihrer Ankunft, ob König Etzel bereit sei, den Schwur des Markgrafen zu übernehmen, dass jeder, der ihr Leid zufügt, mit dem Tod bestraft werden muss. Der Hunnenkönig schwört es.

#### Der dritte Gesang: Wie König Etzel vor Rom lag, und wie Kriemhild ihre Brüder entbieten ließ
Die Hunnenhorden belagern Rom und einige Krieger erinnern sich daran, dass ihr König Roms Kirchen zu Pferdeställen machen wollte. Einer von ihnen stimmt ein Lied an, dass Kriemhild Etzel mit ihren Haaren gezäumt hätte. Etzel tritt aus dem Zelt heraus und will ihn töten, als ein Bote ihn erreicht. Dieser sagt ihm, dass Kriemhild einen Sohn bekommen habe. König Etzel lässt die Belagerung sofort abbrechen und reitet zurück zu seiner Burg. Etzel fragt sie nach einem Wunsch und die Mutter seines Kindes bittet ihn, ihre Brüder an den Hof zu laden. Der König ist gerne bereit, das zu tun. Doch insgeheim kann Kriemhild ihrer Sippe immer noch nicht verzeihen und wird weiterhin von Rachsucht geplagt. Sie ist dazu bereit, ihr eigenes Kind zu benutzen, den Racheplan auszuführen.

#### Der vierte Gesang: Wie Kriemhild ihre Brüder empfing
Kriemhild erfährt, dass ihr Bruder Giselher sich mit der Tochter von Rüdiger verlobt hat und dass die Burgunden auf dem Weg mehr als einen Monat lang Gäste am Hof des Markgrafen waren. Die beiden Sippen sind jetzt geeint. Außerdem wird erwähnt, dass die Burgunden als (ehemalige) Besitzer des Nibelungenhortes den Titel Nibelungen tragen. Ein Tag vor der Sommersonnenwende ist es soweit. Kriemhilds Brüder kommen in der Burg des Hunnenkönigs an. Noch in derselben Nacht erinnert sie Etzel an seinen Schwur und verlangt von ihm ganz offen, die Schmach an ihr durch den Tod Hagens zu rächen. Für den Hunnenkönig ist jedoch der Angriff auf einen Gast die unehrbarste Tat, die er sich vorstellen kann und er lehnt ab. Danach spricht Kriemhild zu hunnischen Kriegern, wer Hagens Kopf bringe, dem fülle sie den Schild mit Gold. Dieser bemerkt die sich an ihn anschleichende Gruppe, die ihn jedoch nicht anzugreifen wagt und ist nun endgültig davon überzeugt, dass allen Burgunden der Tod an König Etzels Hof drohe.

#### Der fünfte Gesang: Wie die Hunnen mit den Nibelungen das Sonnwendfest feierten
Am nächsten Tag findet ein Festbankett im großen Saal von Etzels Palast statt, zu dem die Gäste aufgrund der offensichtlichen Bedrohung in voller Rüstung erscheinen. Dort wird den Burgunden der Sohn Kriemhilds und Etzels vorgestellt. Gleichzeitig greifen riesige Scharen bezahlter Hunnenkrieger die Gefolgsleute der Burgundenkönige an und entfachen somit einen lang andauernden Kampf. Hagens Bruder Dankwart, in dessen Schulter ein Pfeil steckt, kann entkommen und in den Festsaal gelangen. In seinen letzten Atemzügen berichtet er Hagen von dem Verrat. Kurz danach stürmen hunderte Hunnen den Festsaal und ein allgemeiner Tumult entsteht. Vor lauter Wut tötet Hagen von Tronje Etzels und Kriemhilds Sohn. Nun ist auch der Hunnenkönig davon überzeugt, dass der mehrfache Mörder umgebracht werden muss. Unter dem Schutz zahlreicher Burgunden sowie Markgraf Rüdiger von Bechlarn und Dietrich von Bern, König Etzels edelstem Ritter, darf das wehrlose Königspaar den Festsaal verlassen.

#### Der sechste Gesang: Der Nibelungen Not
Die Burgunden haben sich im Festsaal verschanzt und alle Hunnen bis auf einen getötet. Dieser wird hinausgelassen, um den Hunnen, aber vor allen Dingen Kriemhild zu zeigen, dass Kampf gegen die Burgunden, die auch Nibelungen sind, zwecklos ist. Kriemhild lässt die wilden Krieger erneut angreifen, allerdings gelingt es ihnen nicht, ihre Toten zu rächen, wie Kriemhild es fordert. Der Festsaal wird noch ein weiteres Mal angegriffen und es folgen weitere Kämpfe, doch immer unterliegen die Hunnen. Die Burgunden versuchen während des Angriffs, ihre Schwester zu Vernunft zu bringen und unsinniges Morden zu verhindern. Kriemhild antwortet mit dem Angebot, das Leben der Burgunden bei einer Auslieferung Hagens zu verschonen und ihnen freien Abzug zu gewähren. Dieser Vorschlag wird abgewiesen. Nun verlangt Kriemhild von Rüdiger, gegen den Mann zu kämpfen, mit dem seine Tochter verlobt ist. Dabei beruft sie sich auf den Schwur des Markgrafen, der von Anfang an darauf abgezielt hat, ihn gegen Hagen zu verwenden. Rüdiger von Bechlarn sieht ein, dass er sich diesem Kampf nicht entziehen kann.

#### Der siebte Gesang: Der Nibelungen Ende
Es ist Nacht geworden, als Rüdiger unfreiwillig seinen letzten Kampf antritt. Giselher bittet den Vater seiner Verlobten verzweifelt, den Frieden zu bringen, doch da Rüdiger von Bechlarn den Kriemhild gegebenen Schwur halten muss, verneint er schweren Herzens. Noch vor Beginn des eigentlichen Kampfes wird Giselher von Rüdiger erschlagen. Daraufhin beginnt das Gemetzel. Rüdiger stirbt ziemlich am Anfang durch die Hand Volkers von Alzey. Gerenot trägt seinen toten Bruder vor die Tür des Saales, um Kriemhild zu zeigen, was sie mit ihrer Rachsucht angerichtet habe. Der Tod ihres jüngeren Bruders betrübt sie sehr und noch einmal wiederholt sie ihr Angebot, dass alle ihres Weges ziehen dürften, würde ihr Hagen von Tronje ausgeliefert. Doch Gerenot verneint und wird von einer Horde Hunnen getötet. Nun sind Kriemhilds jüngere Brüder und alle Recken Rüdigers samt dem Markgrafen selbst tot. Als letzten Racheakt befiehlt die Hunnenkönigin, den Festsaal mit Brandpfeilen anzuzünden. Während Hildebrand, Dietrichs Waffenmeister, vor Kriemhild genau das beklagt, sterben in der Halle die meisten Burgunden durch das Feuer und das einstürzende Gebäude – nur nicht König Gunther und Hagen von Tronje, die beide am stärksten am Mord an Siegfried beteiligt gewesen sind. Als letzter betritt Dietrich von Bern den Festsaal und kommt kurze Zeit später mit dem gefesselten Hagen von Tronje und dem stark verwundeten König Gunther wieder heraus. Kriemhild verlangt von Hagen, dass er ihr den Standort des Nibelungenhortes verrate. Hagen erklärt, er habe versprochen, das Versteck nicht preiszugeben, solange einer seiner Könige noch lebt. Darauf lässt Kriemhild ihrem Bruder Gunther den Kopf abschlagen. Als sie Hagen sein Haupt präsentiert, erklärt dieser höhnisch, nun wisse nur Gott und er den Aufenthalt des Hortes und Gott sei nicht verschwiegener als er. Wütend tötet Kriemhild Hagen von Tronje eigenhändig mit dem Schwert und wird kurz darauf von Hildebrandt erstochen, der es schon vorher nicht in Ordnung fand, dass tapfere Recken wehrlos vom Feuer oder von einer Frau erschlagen werden. In ihrer letzten Minute packt Kriemhild die Erde von der Quelle aus, damit sie sie mit dem Blut von Hagen tränken kann. Nun steht der Überrest der ritterlichen Gesellschaft vor den Trümmern eines grausamen Mordens. König Etzel befiehlt zum Schluss, Kriemhilds Leiche zu Siegfried an den Rhein zu bringen, weil sie nie für einen anderen Mann bestimmt war.

## Produktionshintergrund
Die Nibelungen, gedreht von 1922 bis 1924, war nach dem 1922 erschienenen Dr. Mabuse, der Spieler der zweite große Publikumserfolg des Regisseurs Fritz Lang – zugleich war es zu diesem Zeitpunkt der teuerste deutsche Film überhaupt. Finanziert wurde der Film durch den Produzenten Erich Pommer, der trotz der während der Produktionszeit stattfindenden Hyperinflation von 1923 auf den Erfolg des Filmprojektes vertraute. Die Nibelungen überzeugte durch seine perfekte, malerische Bildkomposition, einen großen Aufwand an Ausstattung und Masken, innovative Tricks und visuelle Effekte sowie durch hervorragende schauspielerische Leistung.
Konzipiert wurde das aufwendige Filmprojekt von Lang und der Drehbuchautorin Thea von Harbou, die er im August 1922 heiratete, von Anfang an als Zweiteiler. Thea von Harbous Drehbuch orientierte sich mehr an der ursprünglichen mittelalterlichen Sage, weniger an Richard Wagners Opern-Vierteiler Der Ring des Nibelungen. Um sich von Wagners Musik abzuheben, wurde Gottfried Huppertz mit der Komposition der Filmmusik beauftragt. Harbou achtete im Drehbuch, das streng in Akte und Gesänge eingeteilt ist, vor allem auf eine klare Form. Lang betonte die völlig unterschiedliche Atmosphäre der vier Schauplätze und kontrastierte sie optisch so stark wie möglich: den magisch-romantischen Wald Siegfrieds, den luxuriös-gelangweilten Hof in Worms, die nordisch-raue Welt Islands und den exotisch-fremdartigen Hof der Hunnen. Für Lang hatten Die Nibelungen auch eine politische Dimension:
„Das Nibelungenlied ist kein Heldenlied des deutschen Volkes. Es ist ein Heldenlied der herrschenden Oberschicht. Wo ist vom Volk irgendwo die Rede?! Ich sah die Burgunden-Könige mit ihren prachtvollen Gewändern als eine bereits im Absteigen begriffene decadente Gesellschaftsklasse, die mit allen Mitteln ihre Zwecke erreichen will. Und diese decadenten Burgunden gehen dann zu Grunde, wenn sie zum ersten Mal mit einer neuen, sich erst bildenden, wilden Gesellschaftsschicht zusammenstoßen: den Hunnen.“
Für Paul Richter war die Heldenrolle des Siegfried wie maßgeschneidert. Theodor Loos spielt den schwachen, wankelmütigen König Gunther, Hans Adalbert Schlettow verkörpert einen grimmigen, finsteren Hagen Tronje, Rudolf Klein-Rogge den König Etzel, der trotz seiner wilden, exotischen Aufmachung von Lang als eine der wenigen sympathischen Figuren im Film präsentiert wird. Margarete Schön verkörperte als Kriemhild eine ihrer wenigen Hauptrollen im Kino, während Hanna Ralph die Brünhild verkörperte.
Neben der Qualität der Inszenierung und der schauspielerischen Leistung der Hauptdarsteller wurden von der zeitgenössischen Kritik insbesondere die Masken, Kostüme und Bauten von Otto Hunte, Karl Vollbrecht und Erich Kettelhut sowie die Spezialeffekte von Eugen Schüfftan gelobt. Die prächtigen mittelalterlichen Kostüme nach Entwürfen von Paul Gerd Guderian tragen, typisch für die 1920er Jahre, einen Hauch von Art déco. Guderian war bei den Dreharbeiten schon schwer erkrankt und starb 1923 mit nur 27 Jahren, weshalb hinter seinem Namen im Filmvorspann auch ein Kreuz steht. Als wesentliche Inspirationsquelle für die formale Gestaltung des Filmes und auch für die Kostüme gelten die Illustrationen des Wiener Jugendstil-Künstlers Carl Otto Czeschka, die dieser für eine Nacherzählung des Nibelungenliedes von Franz Keim geschaffen hatte. Das Kinderbuch war 1908/1909 im Wiener Verlag Gerlach & Wiedling erschienen – mit weiteren Auflagen 1920 und 1924. Der Kunsthistoriker Ulrich Schulte-Wülwer gibt in seiner Dissertation „Das Nibelungenlied in der deutschen Kunst des 19. und 20. Jahrhunderts“ (Gießen 1980) Hinweise auf die Rezeption dieses kleinen Czeschka-Bandes durch den österreichischen Film-Regisseur Fritz Lang in dessen Nibelungen-Film von 1920/1924.
Die Stadt Worms samt Burg und Dom sowie der Palast des Hunnenkönigs Etzel wurden auf dem Freigelände der Filmstudios Babelsberg mit monumentalen Kulissen in Szene gesetzt. Mit der Animation eines kämpfenden, feuerspeienden und blutenden Drachen gelang den Filmemachern ein bis dahin im Kino noch nie gesehener visueller Effekt. Spektakulär auch die Umsetzung von Brunhilds Burg inmitten eines Flammenmeeres sowie die von Walter Ruttmann tricktechnisch gestaltete Falkentraum-Sequenz und die Verwandlungsszenen.
Selbst der Wechsel der Jahreszeiten wurde in die Inszenierung einbezogen. In den im Winter spielenden Außenszenen ist echter Schnee zu sehen, und auch die Blumen und Büsche sind allesamt echt und wurden Monate vor den Dreharbeiten eigens gepflanzt. Mit Massen- und Kampfszenen unter Mitwirkung hunderter Statisten wurde insbesondere im zweiten Teil nicht gespart. Die Kameraarbeit von Carl Hoffmann und Günther Rittau galt als vorbildlich.
Das Filmplakat von 1924 stammt von Martin Lehmann-Steglitz.

## Fassungen und Rekonstruktionen
Am 29. Mai 1933 gelangte eine gekürzte Tonfilmfassung des 1. Teils unter dem Titel Siegfrieds Tod zur Aufführung. Diese wurde von Franz B. Biermann bearbeitet, und Theodor Loos fungierte als Sprecher.
Die erste Restaurierung (beide Teile) wurde in den 1980er Jahren durch das Filmmuseum München fertiggestellt. Unterstützt wurde es durch die Friedrich-Wilhelm-Murnau-Stiftung (Wiesbaden), Gosfilmofond (Moskau), National Film Archives (London) und das Österreichische Filmarchiv (Wien). Die Originalmusik von Gottfried Huppertz wurde aus diesem Anlass vom Münchner Rundfunkorchester unter der Leitung von Berndt Heller eingespielt. Eine DVD-Edition dieser ersten restaurierten Fassung des Films ist bislang nur im Ausland erschienen. Es gibt spanische, englische, französische und US-amerikanische Veröffentlichungen.
Die zweite Restaurierung durch die Friedrich-Wilhelm-Murnau-Stiftung wurde nach vierjähriger Arbeit im Jahr 2010 abgeschlossen. Mit 750.000 Euro handelte es sich um das bislang umfangreichste und teuerste Restaurierungsprojekt der Stiftung. Dabei konnten erstmals Kameranegative sowie zahlreiche Kopien aus insgesamt 17 Einrichtungen in neun Ländern verwendet werden. Am 12. und 13. März 2010 wurde eine teilrestaurierte Version erstmals gezeigt. Das hr-Sinfonieorchester unter Leitung von Frank Strobel begleitete die Aufführung unter Verwendung der von Marco Jovic rekonstruierten und neu herausgegebenen Filmmusik nach dem Original von Gottfried Huppertz.
Die vollständig restaurierte Neufassung Die Nibelungen (1924/2010) feierte am 27. April 2010 in der Deutschen Oper Berlin ihre Premiere. Die Restaurierung der Murnau-Stiftung unterscheidet sich von der Münchner Fassung durch die orangefarbene Viragierung, einzelne Einstellungen, wie der Tod Kriemhilds, konnten wieder eingefügt werden. Dank der zahlreichen Originalmaterialien ist die Bildqualität deutlich besser. Im Gegensatz zu Metropolis (1927/2010) setzte man nicht auf digitale Technik, sondern eine traditionelle fotochemische Restaurierung. Auch die Einfärbung erfolgte im Originalverfahren der Stummfilmzeit. Beide Teile der zweiten Restaurierung wurden erstmals am 3. Oktober 2011 auf arte im Fernsehen gezeigt.
Die restaurierte Fassung wurde im Jahr 2012 auf DVD veröffentlicht (Süddeutsche Zeitung Cinemathek), später wurde die Fassung auch von der Murnau-Stiftung auf DVD und Blu-Ray herausgegeben.

## Kritiken
Der Filmdienst schrieb, dass Lang kein „nationalistisches Heldendenkmal“ geschaffen habe, sondern „ein düsteres, konsequent stilisiertes Fresko des sich schicksalhaft vollziehenden Untergangs, in dem nicht Liebe und Treue, sondern Hass und Rache die Triebfedern sind.“ Im ersten Teil würden statuarische Starre und dekoratives Pathos dominieren, der zweite Teil werde von ornamentalen Massenszenen und überlebensgroßen Todesvisionen geprägt. „Die Personen bleiben dabei in geometrische Bildkompositionen und architektonische Bildkompositionen eingebunden, wodurch ein Höchstmaß an optischer Strenge und suggestiver Raumwirkung erzielt wird.“ Anlässlich der neuen restaurierten Filmaufführung 2010 bemerkte der Filmdienst in einer neuen Kritik, dass der nun wieder zu sehende ursprüngliche orangefarbene ‚Stich‘ „die besondere Licht- und Schatten-Dramaturgie des Werks zur Geltung bringt“. Der Film überwältige auch 86 Jahre nach der Uraufführung und sei ein „monumentales Rührstück von unerfüllter Liebe und grenzenloser Rache, von schwülstiger Poesie und destruktiver Megalomanie, von selbstverleugnender Aufopferung und schließlich der berühmten Nibelungentreue, die aus Kriemhild ein gewissenloses Monster macht, das die Burgunder und die Hunnen mit sich in den Abgrund reißt.“ Gottfried Huppertz Originalmusik, die von der „urdeutschen Tragödie griechischen Ausmaßes“ erzähle, sei von Dirigent Frank Strobel und dem Sinfonieorchester des Hessischen Rundfunks „eindrucksvoll“ neu eingespielt worden.
Hanns-Georg Rodek urteilte für Die Welt nach der Neuaufführung 2010: „Bis die Nibelungen sterben, dauert es lang. Wer gedacht hatte, John Waynes Endkampf im Alamo sei heroisch, hat die „Nibelungen“ nicht gesehen.“ Es sei auch damals schon ein politisches Gleichnis auf eine sterbende Kaste gewesen – die Burgunder als Bourgeoisie, Burgund als Weimarer Republik –, die noch nicht wisse, dass sie dem Untergang geweiht sei. „Nur die Archaik des Films, wo alles vorbestimmt ist und Menschen nur Schachfiguren des Schicksals sind, wirkt heute fremd. Das dürfte allerdings auch schon zur Entstehungszeit so gewesen sein. Im Grunde sind Langs strenge Stilisierung und Künstlichkeit zeitlos.“ Die Nibelungen, so Rodek, könnten auch gegen Langs Metropolis bestehen.
Hans Schmid verteidigte in seiner Kritik bei Telepolis 2012 den Film gegen den Vorwurf, ein „protofaschistischer, mit den Zielen der NSDAP sympathisierender Historienschinken“ zu sein. Vielmehr zeigen Die Nibelungen Figuren, die auf eine so trotzige Weise zu sterben verstünden, dass ihr Tod meistens ruhmreicher sei als ihr Leben. Lang habe mit dem Film einen Publikumserfolg geschaffen, der sich aber zugleich auch politisch sowie psychologisch mit Sigmund Freud lesen lasse. „Lang zeigt Intrigen, Mord und Totschlag mit einer gewissen Faszination am Bösen, der man sich schwer entziehen kann, aber nie mit der Empfehlung, dem nachzueifern, was man auf der Leinwand sieht: die Machtpolitiker Hagen und Kriemhild und dazu – nebst Fußvolk – edle Recken, die sich am Nasenring durch die Manege führen lassen, wenn man ihnen hohl gewordene Worte wie "Ehre" und "Treue" hinhält.“ Der zweite Teil der Nibelungen sei „eine mit gnadenloser Stringenz und Intensität bis zu ihrem blutigen Ende erzählte Untergangsgeschichte“, die im deutschen Kino ihresgleichen suche.

## Neuverfilmungen
Die beiden aufwendigen Neuverfilmungen von 1966 und 2004 konnten trotz spektakulärer Actionelemente und guter Spezialeffekte nicht den Erfolg der Stummfilmversion erreichen.